# Страхил Младенов
Страхил Младенов Стефанов е български офицер, генерал-лейтенант.

## Биография
Роден е на 22 март 1927 г. в белоградчишкото село Дражинци. Завършва гимназия, а след това и Школа за запасни офицери. Започва да служи като граничар в Школата, а след това като офицер от Военноморските сили. По-късно завършва Военното училище и Военна академия. Бил е младежки инструктор и началник на политически отдел на авиодивизия. От 1969 до 1972 г. е заместник-началник, а след това и началник на политическия отдел на Десети смесен авиационен корпус. От 8 септември 1976 г. е генерал-майор. По-късно служи като инструктор в Министерството на отбраната и заместник-началник на Политически отдел на ПВО и ВВС. В продължение на 14 години е началник на Политическия отдел на ПВО и ВВС през 70-те и 80-те години.